# Бируни
Абу́ Рейха́н Мохаме́д ибн Ахме́д ал-Бируни́ (на персийски: ابوریحان بیرونی; на арабски: أبو الريحان البيروني) (973 – 1048) г. е средновековен персиийски учен-енциклопедист и мислител, автор на многобройни основополагащи трудове по история, география, филология, астрономия, математика, механика, геодезия, минералогия и др. Бируни владеел почти всички науки на своето време.
Ал-Бируни се счита за един от най-великите учени през средновековната ислямска епоха. Той е изкусен физик, математик, астроном, историк, хронолог и лингвист. Изучава почти всички области на науката и е възнаграждаван за усилната си работа. Влиятелни членове на властта и обществото търсят Ал-Бируни за провеждане на изследвания. Той живее по време на Ислямския златен век, при който научната мисъл върви ръка за ръка с мисленето и методологията на ислямската религия. Освен този вид влияние, Ал-Бируни е повлиян и от други страни, например Древна Гърция, от която черпи вдъхновение при изучаването на философия. Говори хорезъмски, персийски, арабски и санскрит и има познания по старогръцки, иврит и сирийски. 

## Биография
Роден е през 973 г. в град Кат (сега Бируни) на р. Амударя, по онова време столица на Хорезъм.
След 1017 прекарва голяма част от живота си в Газни, тогава столица на Газневидската държава (днес Афганистан). По това време това време той възприема хазарския и прабългарския език на Волжска България, докато те са все още живи езици, като прави наблюдения, че езикът на прабългарите и сабирите e смесица между тюркски и хазарски.
През 1017 г. пътува из Южна Азия и пише труд върху индийската култура, след като изследва индуистките обичаи в Индия. Често е наричан „основател на индологията“. Той е безпристрастен писател за обичаите и вероизповеданията на различни народи и е наричан ал-Устад („Господарят“) за забележителното му описание на Индия от началото на 11 век.